# Liste der Brücken über das Gadmerwasser
Die Liste der Brücken über das Gadmerwasser enthält die Brücken des Gadmerwassers im Gadmertal im Schweizer Kanton Bern, von der Quelle am Giglistock bis zur Mündung in die Aare bei Innertkirchen.

## Brückenliste
25 Brücken überspannen derzeit den Fluss: 17 Strassenbrücken, fünf Fussgänger- und Velobrücken,  zwei Feldwegbrücken und eine Eisenbahnbrücke. Das Gadmerwasser wird fünfmal von der neuen Sustenstrasse (Hauptstrasse 11) überquert.
| Bild                             | Name                              | Ort           | Lage | Funktion                                                                                                   | Konstruktion    | Material   | Länge in m | Höhe m ü. M. | Bemerkungen |
| -------------------------------- | --------------------------------- | ------------- | ---- | --- | --------------- | ---------- | ---------- | ------------ | --- |
|                                  | Alter Säumerweg-Steg              | Gadmen        |      | Fussgängerbrücke                                                                                           | Balkenbrücke    | Holz       | 7          | 1614         | - Auf dem alten Saumweg von Gadmen steigt man hinauf zum Hotel Steingletscher und dem Sustenpass. - Wanderland-Route 38 ViaBerna (Etappe 20 Gadmen – Sustenpass) - Bergwanderweg |
|                                  | Alter Säumerweg-Steg              | Gadmen        |      | Fussgängerbrücke                                                                                           | Balkenbrücke    | Holz       | 5          | 1575         | - Auf dem alten Saumweg von Gadmen steigt man hinauf zum Hotel Steingletscher und dem Sustenpass. - Wanderland-Route 38 ViaBerna (Etappe 20 Gadmen – Sustenpass) - Bergwanderweg |
|                                  | Brücke bei Schwarzenbrunnen       | Gadmen        |      | Feldwegbrücke                                                                                              | Balkenbrücke    | Stahl Holz | 14         | 1238         | - Übergang mit Holzfahrbahn. - Der 3,5 km lange Mountainbike-Trail Rundkurs Obermad ist Mai – Oktober befahrbar. |
|                                  | Brücke bei Eynollen               | Gadmen        |      | Fussgänger- und Velobrücke                                                                                 | Balkenbrücke    | Stahl Holz | 13         | 1206         | - Übergang ohne Geländer mit Metalltor und Holzfahrbahn. - Mountainbike-Route 1 Alpine Bike (Etappe 10 Andermatt – Meiringen) - Wanderland-Route 38 ViaBerna (Etappe 20 Gadmen – Sustenpass) - Bergwanderweg |
|                                  | Brücke bei Rittacher              | Gadmen        |      | Fussgänger- und Velobrücke                                                                                 | Balkenbrücke    | Stahl Holz | 14         | 1187         | - Übergang ohne Geländer mit Holzfahrbahn. - Der 3,5 km lange Mountainbike-Trail Rundkurs Obermad ist Mai – Oktober befahrbar. |
|                                  | Brücke bei Mühleschlucht          | Gadmen        |      | Strassenbrücke (einspurig)                                                                                 | Balkenbrücke    | Stahl      | 14         | 1166         | - Allgemeines Fahrverbot - Zufahrtsstrasse bei Mühleschlucht. - Wanderland-Route 38 ViaBerna (Etappe 20 Gadmen – Sustenpass) |
|                                  | Wehrbrücke Fuhren                 | Gadmen        |      | Fussgängerbrücke mit Rohrleitungen an der Brückenseite                                                     | Balkenbrücke    | Beton      | 13         | 1147         | - Übergang mit abschliessbarem Metalltor. - Bergwanderweg - Die Talstation der Luftseilbahn Tällibahn der Kraftwerke Oberhasli befindet sich 200 m nordwestlich der Brücke an der Sustenpassstrasse. |
|                                  | Kraftwerk Fuhren-Brücke           | Fuhren        |      | Strassenbrücke (zweispurig)                                                                                | Balkenbrücke    | Beton      | 37         | 1129         | - Zufahrtsstrasse zum Kraftwerk Fuhren. - Die Zentrale Fuhren wurde 1958–1960 erstellt. |
|                                  | Brücke bei Stegmatten             | Fuhren        |      | Strassenbrücke (einspurig)                                                                                 | Balkenbrücke    | Stahl      | 12         | 1128         | - Die Strasse dient der Erschliessung verschiedener landwirtschaftlicher Heimwesen in Schaftelen und Schwendi. - Wanderweg |
|                                  | Schwendibrücke (Sustenstrasse)    | Nessental     |      | Strassenbrücke (zweispurig) mit schmalem Trottoir                                                          | Bogenbrücke     | Beton      | 49         | 1034         | - Die Sustenstrasse ist ein Gesamtkunstwerk von nationaler Bedeutung. Die Passstrasse befindet sich auf der Liste der schützenswerten Baudenkmäler. Siehe auch: Liste der Kulturgüter in Innertkirchen. - Die Sustenstrasse erforderte eine Bauzeit von 7 Jahren (1938–45). - Höchstgeschwindigkeit 80 km/h - PostAuto-Buslinien 162 (Meiringen – Susten – Göschenen – Andermatt) und 172 (Innertkirchen – Gadmen – Obermaad) - Die Talstation der Luftseilbahn Triftbahn der Kraftwerke Oberhasli befindet sich 300 m südlich der Brücke an der Sustenpassstrasse. Von der Bergstation führt ein Wanderweg hinauf zur Trift-Hängeseilbrücke beim Triftgletscher. |
|                                  | Brücke bei Staldi                 | Nessental     |      | Strassenbrücke (zweispurig)                                                                                | Balkenbrücke    | Beton      | 7          | 932          | - Verbot für Motorwagen, Motorräder und Motorfahrräder: Zubringerdienst für Fahrzeuge bis 3,5 t Höchstgewicht gestattet - Mountainbike-Route 1 Alpine Bike (Etappe 10 Andermatt – Meiringen) - Wanderweg - Der Übergang führt über einen Seitenarm des Gadmerwassers. |
|                                  | Brücke bei Zwischenstegen         | Nessental     |      | Strassenbrücke (zweispurig)                                                                                | Balkenbrücke    | Beton      | 12         | 931          | - Verbot für Motorwagen, Motorräder und Motorfahrräder: Zubringerdienst für Fahrzeuge bis 3,5 t Höchstgewicht gestattet - Mountainbike-Route 1 Alpine Bike (Etappe 10 Andermatt – Meiringen) - Wanderweg |
|                                  | Marmorsägebrücke (Sustenstrasse)  | Nessental     |      | Strassenbrücke (zweispurig)                                                                                | Bogenbrücke     | Stein      | 44         | 930          | - Die Sustenstrasse erforderte eine Bauzeit von 7 Jahren (1938–45). - Höchstgeschwindigkeit 80 km/h - PostAuto-Buslinien 162 (Meiringen – Susten – Göschenen – Andermatt) und 172 (Innertkirchen – Gadmen – Obermaad) - Eine Zufahrtsstrasse zum Schwendeli unterquert den östlichen Brückenbogen. |
|                                  | Brücke nach Firschlachteni        | Nessental     |      | Strassenbrücke (einspurig)                                                                                 | Bogenbrücke     | Beton      | 36         | 879          | - Die Bogenbrücke wurde 1915 erbaut. - Verbot für Motorwagen, Motorräder und Motorfahrräder: Waldstrasse für Berechtige gestattet - Waldstrasse nach Firschlachteni. |
|                                  | Brücke bei Grin                   | Nessental     |      | Strassenbrücke (einspurig) mit Rohrleitung an der Brückenseite                                             | Balkenbrücke    | Beton      | 18         | 875          | - Wanderweg - Zufahrtsstrasse nach Grin. |
|                                  | Kraftwerk Hopflaueren-Brücke      | Hopflaueren   |      | Strassenbrücke (zweispurig)                                                                                | Balkenbrücke    | Beton      | 18         | 857          | - Das Kraftwerk Hopflauenen wurde 1967 in Betrieb genommen. - Mountainbike-Route 1 Alpine Bike (Etappe 10 Andermatt – Meiringen) - Wanderweg |
|                                  | Hopflauenenbrücke (Sustenstrasse) | Hopflaueren   |      | Strassenbrücke (zweispurig)                                                                                | Balkenbrücke    | Beton      | 37         | 854          | - Die Sustenstrasse erforderte eine Bauzeit von 7 Jahren (1938–45). - Höchstgeschwindigkeit 80 km/h - PostAuto-Buslinien 162 (Meiringen – Susten – Göschenen – Andermatt) und 172 (Innertkirchen – Gadmen – Obermaad) |
|                                  | Alte Mattenlochbrücke             | Innertkirchen |      | Strassenbrücke (zweispurig)                                                                                | Bogenbrücke     | Stein      | 23         | 826          | - Die Brücke wird 2024 instand gesetzt. - Maximale Tragfähigkeit: 18 t. - Eine taxpflichtige Privatstrasse führt durch das Gental zur Engstlenalp. |
|                                  | Mattenlochbrücke (Sustenstrasse)  | Innertkirchen |      | Strassenbrücke (zweispurig)                                                                                | Bogenbrücke     | Stein      | 45         | 825          | - Die Brücke wurde 2023 instand gesetzt. - Höchstgeschwindigkeit 80 km/h - PostAuto-Buslinien 162 (Meiringen – Susten – Göschenen – Andermatt) und 172 (Innertkirchen – Gadmen – Obermaad) |
|                                  | Brücke bei Hinderfieli            | Innertkirchen |      | Strassenbrücke (einspurig)                                                                                 | Bogenbrücke     | Stein      | 38         | 755          | - Die Steinbogenbrücke bei Hinderfieli wurde 1811 erbaut. - Verbot für Motorwagen und Motorräder: Zubringerdienst bis 3,5 t Gesamtgewicht gestattet. - Die Brücke befindet sich auf der Liste der schützenswerten Baudenkmäler (ID 658). Siehe auch: Liste der Kulturgüter in Innertkirchen. |
|                                  | Brücke bei Wyler                  | Innertkirchen |      | Feldwegbrücke                                                                                              | Bogenbrücke     | Stein      | 26         | 719          | - Die Steinbogenbrücke bei Wyler wurde 1845 erbaut. - Der Übergang liegt im Verlauf des alten Saumweges durch die beiden Wyler hindurch. - Die Brücke befindet sich auf der Liste der schützenswerten Baudenkmäler (ID 657). Siehe auch: Liste der Kulturgüter in Innertkirchen. - Wanderland-Route 40 ViaSbrinz (Etappe 3 Engstlenalp – Guttannen) |
|                                  | Wylerbrücke (Sustenstrasse)       | Innertkirchen |      | Strassenbrücke (zweispurig) mit schmalem Trottoir                                                          | Bogenbrücke     | Stein      | 37         | 714          | - Die Sustenstrasse erforderte eine Bauzeit von 7 Jahren (1938–45). - Die schützenswerte dreibogige Steinbrücke bei Wyler wurde 1938 vom Bauingenieur Robert Maillart erbaut. - Das Bauwerk wurde 2007 und 2008–2010 verstärkt und instand gesetzt. - Höchstgeschwindigkeit 50 km/h - PostAuto-Buslinien 162 (Meiringen – Susten – Göschenen – Andermatt) und 172 (Innertkirchen – Gadmen – Obermaad) - Auf der Liste der schützenswerten Baudenkmäler befindet sich talabwärts eine Baugruppe. |
|                                  | MIB-Brücke                        | Innertkirchen |      | Eisenbahnbrücke (eingleisig) mit Rohrabdeckung an der Brückenseite                                         | Fachwerkbrücke  | Stahl      | 23         | 620          | - Die Bahnstrecke Meiringen – Innertkirchen wurde am 1. August 1926 eröffnet. - Die Meiringen-Innertkirchen-Bahn wird von der Zentralbahn betrieben. |
|                                  | Underwasserbrücke                 | Innertkirchen |      | Strassenbrücke (ehemalig), dient seit dem Bau einer nebenstehenden Betonbrücke Fussgängern und Velofahrern | Gedeckte Brücke | Holz       | 28         | 619          | - Die Hängewerkbrücke wurde 1869 erbaut. - Die Vorgängerbrücke von 1780 wurde weggeschwemmt. - Allgemeines Fahrverbot - Wanderweg |
| Brücke während Sanierung (2024). | Äppigerbrücke                     | Innertkirchen |      | Strassenbrücke (zweispurig) mit Trottoirs                                                                  | Balkenbrücke    | Beton      | 26         | 619          | - Das Bauwerk wird 2024 instand gesetzt. - Mountainbike-Route 1 Alpine Bike (Etappe 10 Andermatt – Meiringen) |